# Boswellia
Boswellia ist eine Pflanzengattung innerhalb der Familie der Balsambaumgewächse (Burseraceae).

## Beschreibung

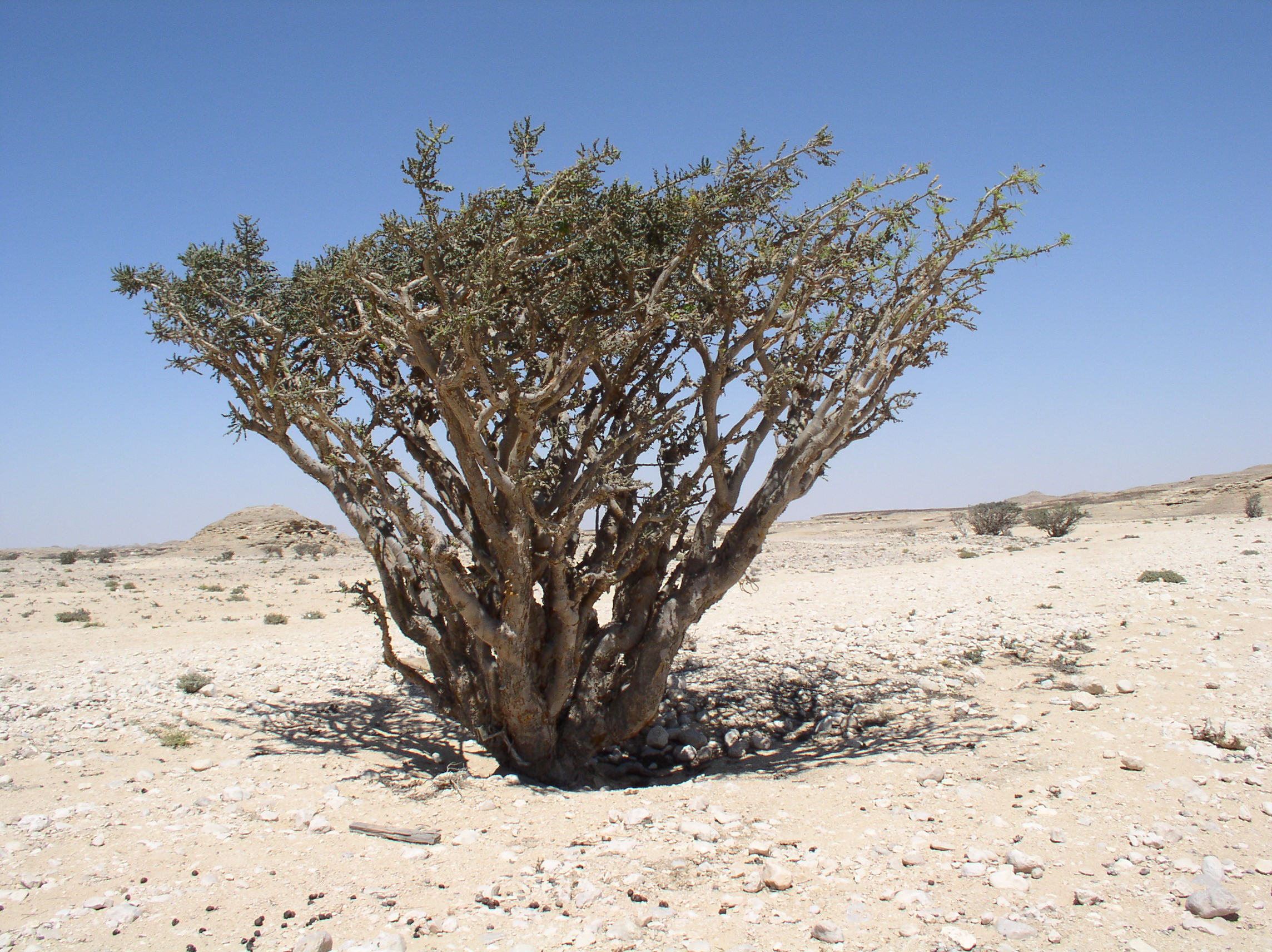
Arabischer Weihrauch (Boswellia sacra) im Wadi Dowkah (Dhofar)

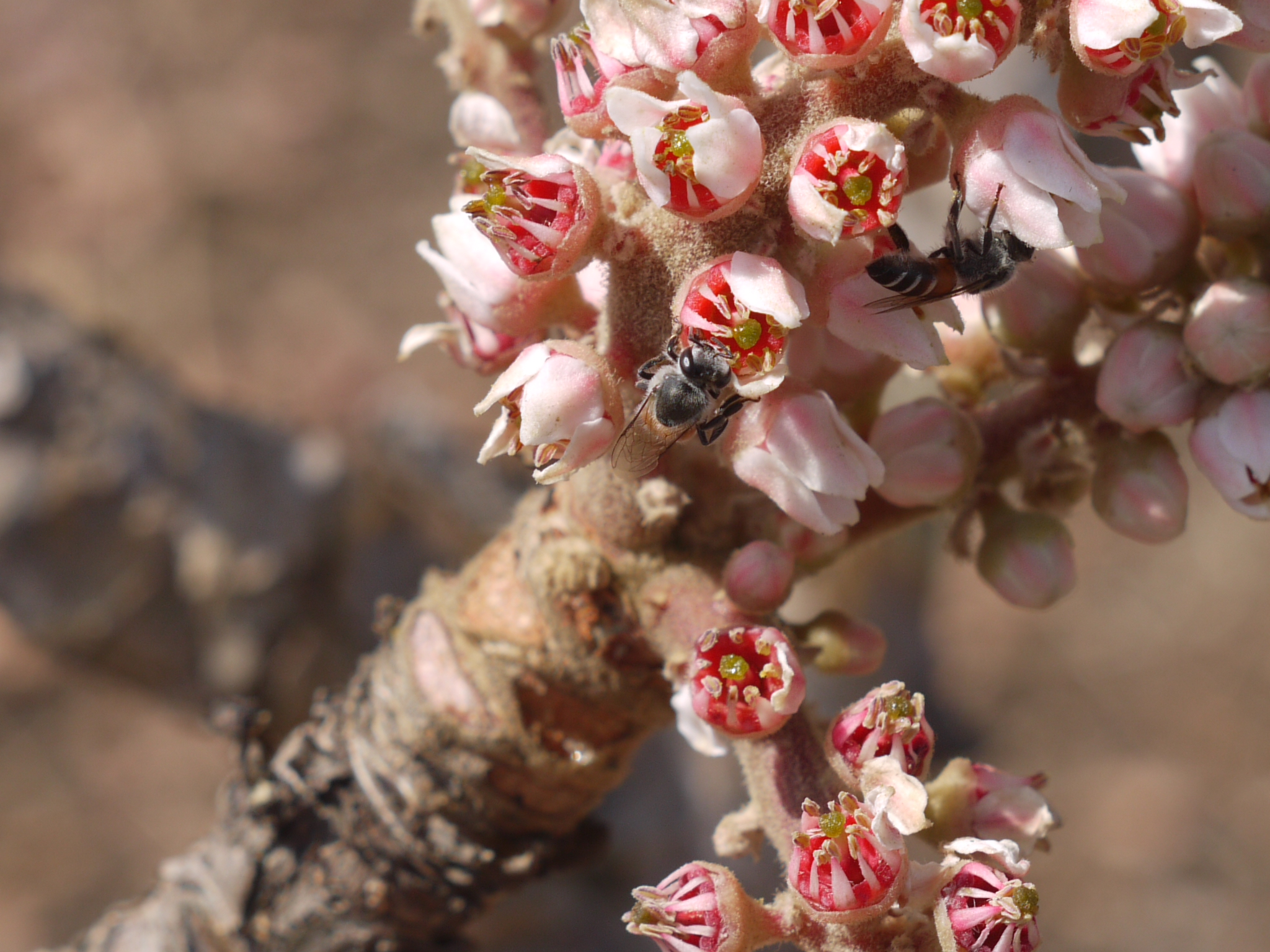
Zweig mit Blüten des Indischen Weihrauch (Boswellia serrata)

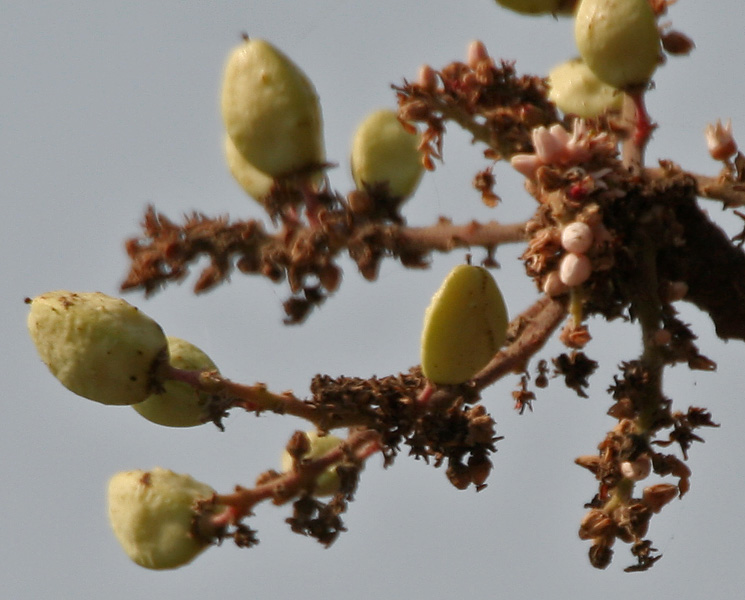
Boswellia serrata mit Früchten

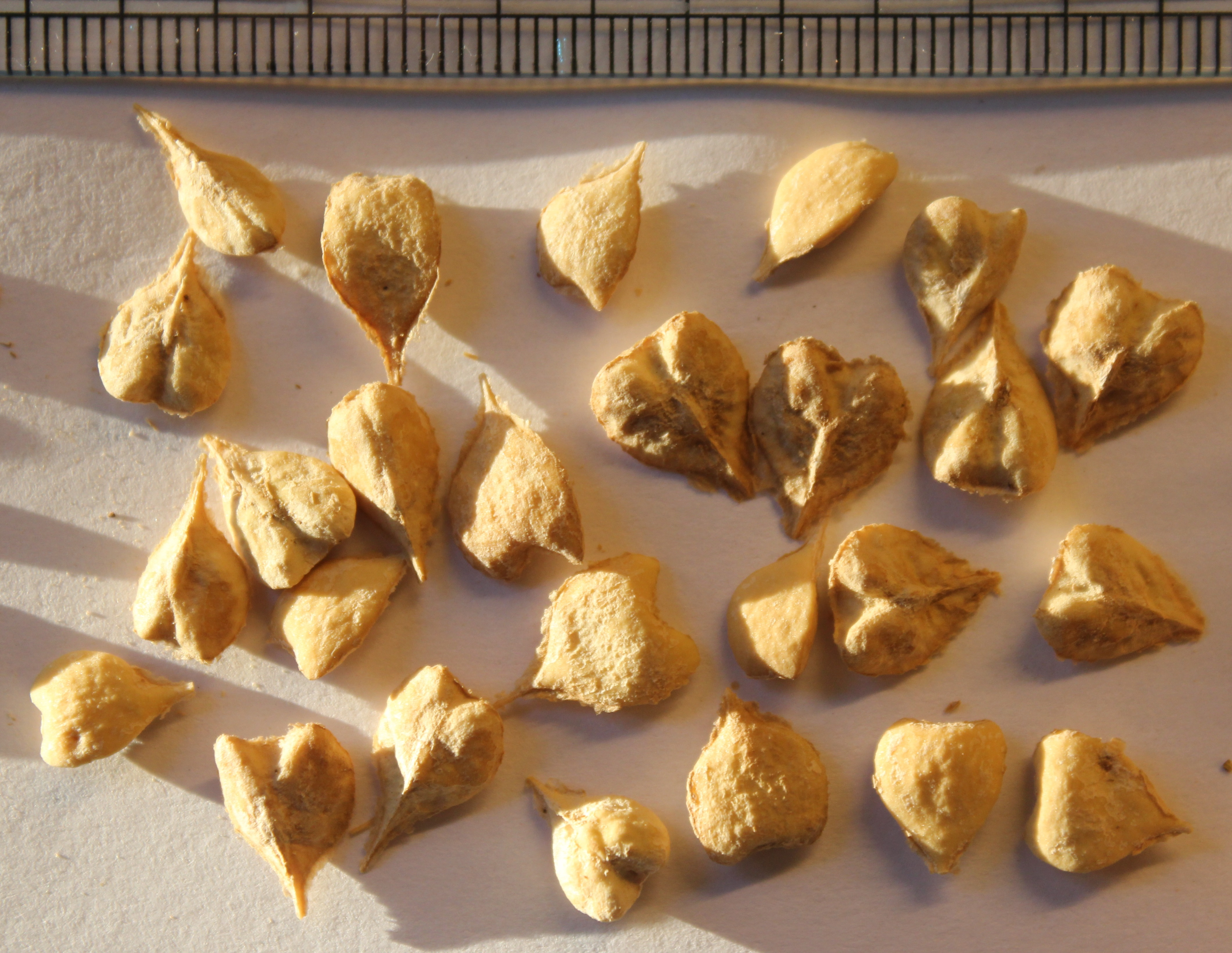
Teilfrüchte (einsamige Steinfrüchte) von Boswellia serrata

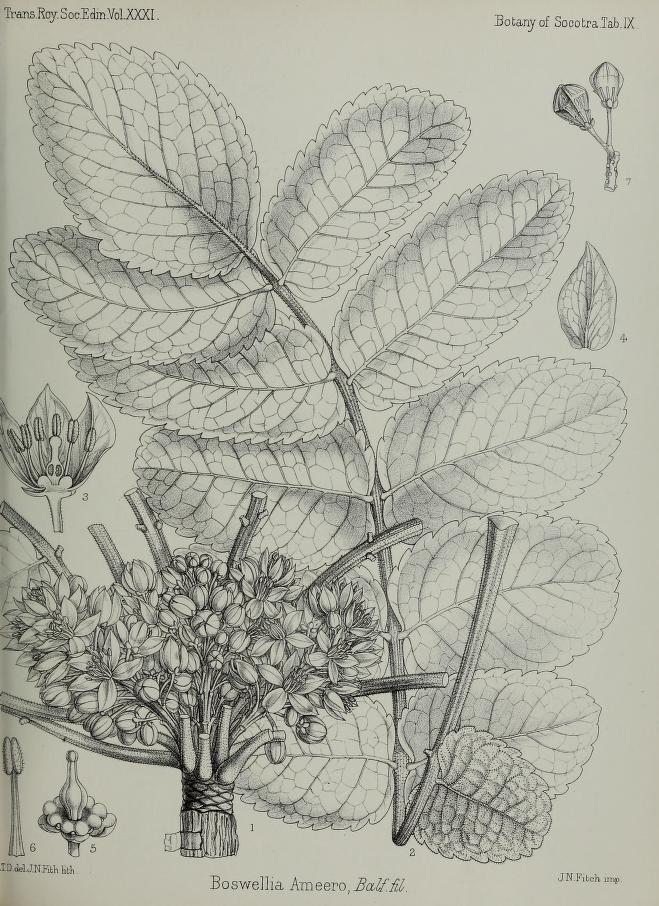
Illustration von Boswellia ameero von Harriet Anne Thiselton-Dyer

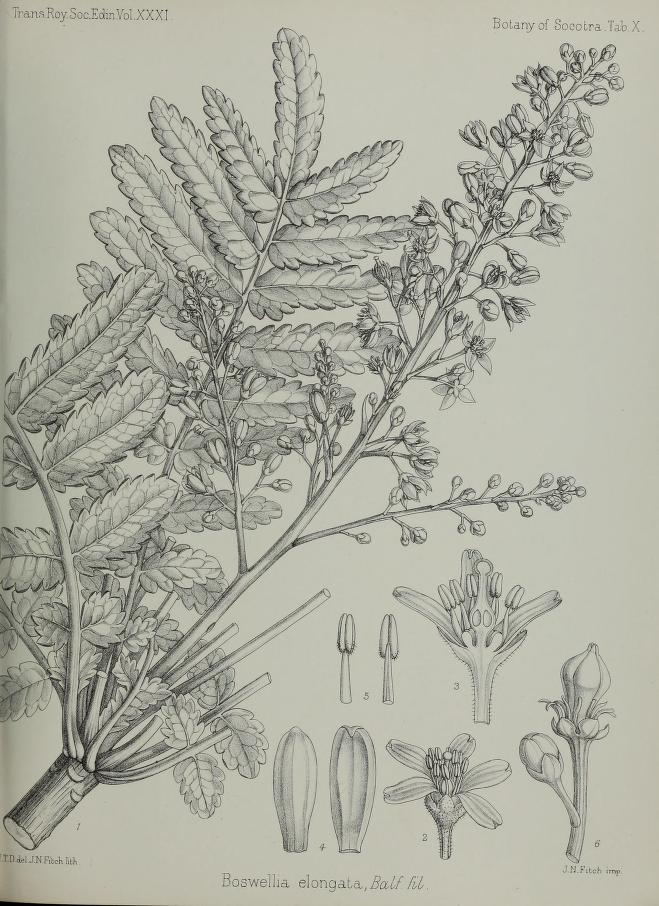
Illustration von Boswellia elongata von Harriet Anne Thiselton-Dyer

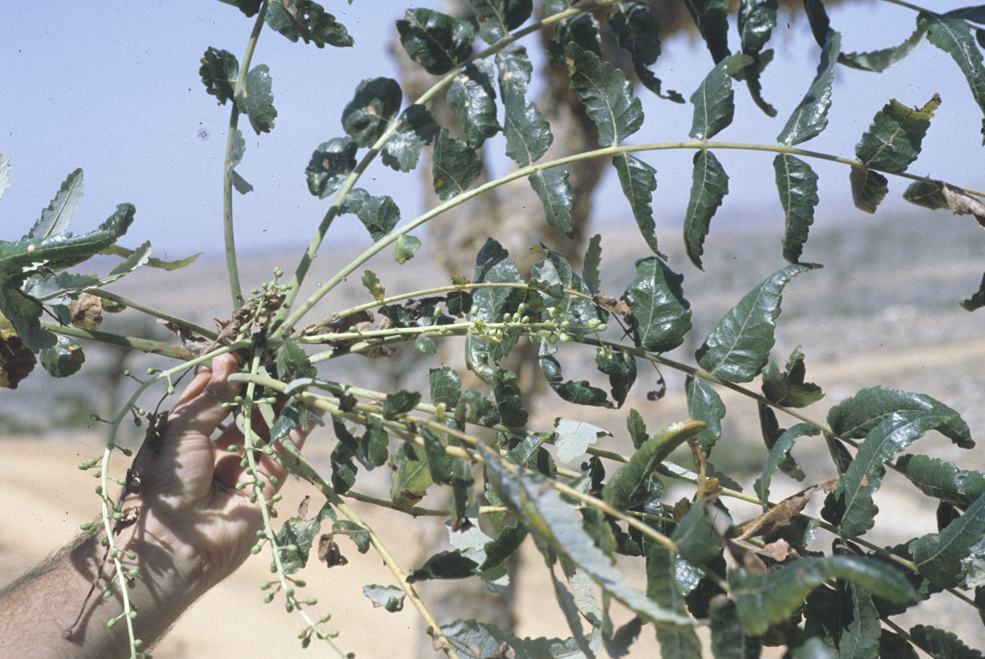
Zweigende mit gefiederten Laubblättern und knospigen Blütenständen von Boswellia elongata

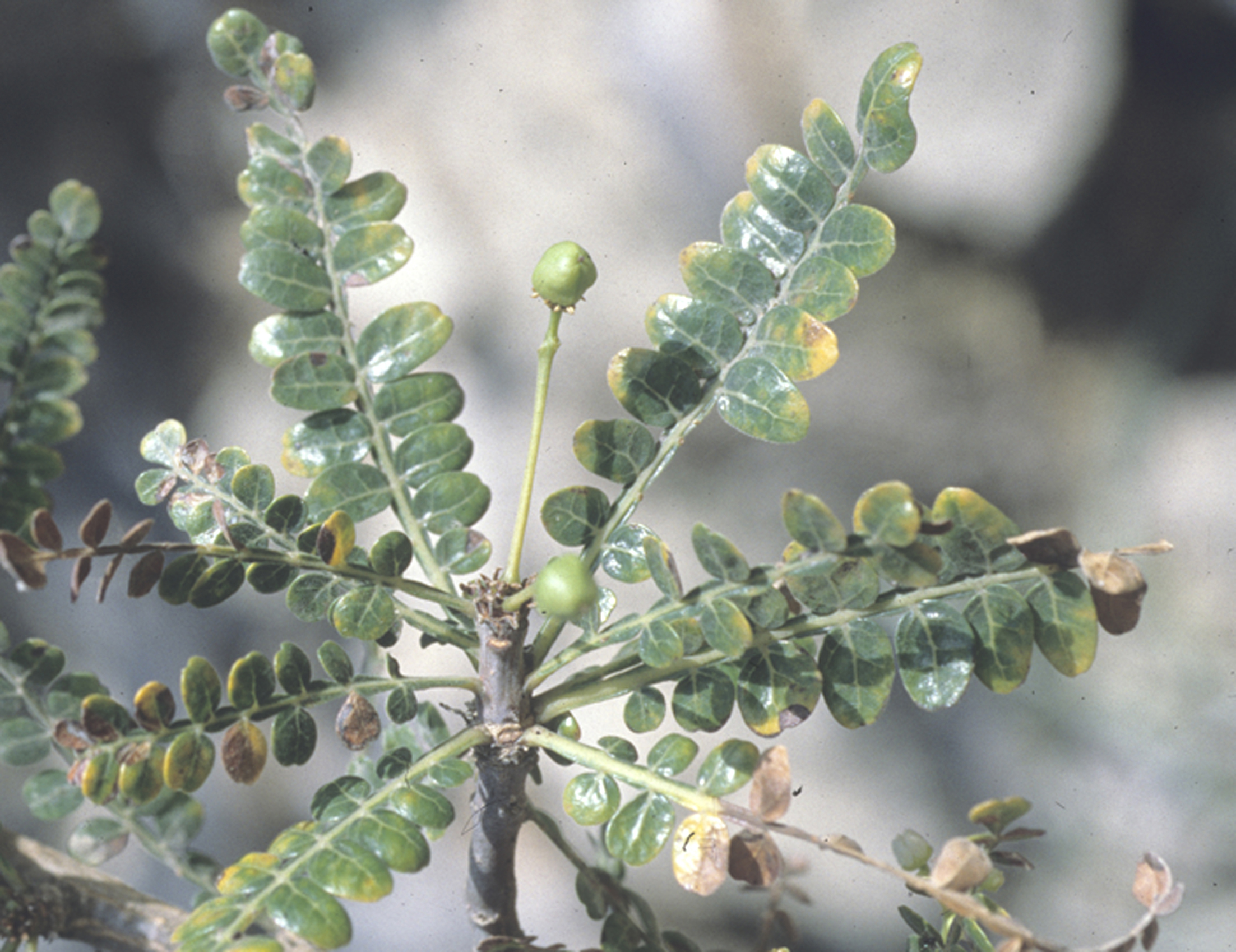
Zweigende mit gefiederten Laubblättern und unreifen Früchten von Boswellia socotrana

### Vegetative Merkmale
Boswellia-Arten sind immer verholzende, laubabwerfende Pflanzen und wachsen als Sträucher oder kleine bis mittelgroße Bäume, die Wuchshöhen von 1,5 bis 8 Metern erreichen. Oft bilden sie unterirdische Knollen. Sie sind meist unbewehrt oder selten an Kurztrieben bestachelt. Die Stämme sind oft an ihrer Basis verdickt oder manchmal scheibenförmig. Sie enthalten in der inneren Rinde schizogene Exkreträume mit aromatischen, wässerigen bis milchigen Exsudaten, die zu Harz aushärten. Sie haben eine glatte bis raue Borke, die papierartig abblättert. Das Holz ist weich bis mäßig hart.
Die Keimblätter (Kotyledonen) sind gelappt. Die an Kurztrieben gedrängt oder wechselständig an jungen Langtrieben angeordneten Laubblätter sind in Blattstiel und -spreite gegliedert. Der Blattstiel und die Blattrhachis sind manchmal geflügelt. Die Blattspreiten sind meistens unpaarig gefiedert, selten einfach. Es sind oft Trichome vorhanden, die in einer Drüse enden und meist sind diese durchmischt mit längeren drüsenlosen Haaren. Die meist sitzenden oft etwas wechselständig an der Blattrhachis angeordneten Blättchen besitzen einen glatt bis gesägten, gekerbten oder gewellten Rand. Es gab Autoren die bei wenigen Arten kleine, früh abfallende Nebenblätter für Pflanzenteile interpretiert haben, aber Thulin 2020 belegt, dass sie immer fehlen.

### Generative Merkmale
Boswellia-Arten sind meist zwittrig oder zweihäusig getrenntgeschlechtig (diözisch). Die Blütezeit erfolgt gleichzeitig oder vor dem Entfalten der neuen Laubblätter. Selten stehen die Blüten einzeln. Die seiten- und/oder endständigen, traubigen oder rispigen Blütenstände sind bis zu 25 Zentimeter lang.
Die meist zwittrigen Blüten sind radiärsymmetrisch und fünfzählig mit doppelter Blütenhülle. Die fünf Kelchblätter sind zu einem becherförmigen Kelch verwachsen, der mit fünf kurzen Kelchzipfeln endet. In der Blütenknospe überlappen sich die Kronblätter dachziegelartig. Die fünf freien Kronblätter sind weiß, cremefarben oder rötlich. Es ist ein auffälliger, fleischiger, mehr oder weniger deutlich gelappter Diskus vorhanden, an dem außen die Staubfäden inseriert sind. Es gibt zwei Kreise mit je fünf freien Staubblättern; die des inneren Kreises sind manchmal länger oder besitzen breitere Staubfäden. Die Staubbeutel öffnen sich längs und besitzen am oberen Ende manchmal winzige Anhängsel. Die Pollenkörner sind tricolporat. Der oberständige Fruchtknoten ist meist drei bis sechskammerig (zwei bis acht Fruchtknotenkammern kommen vor). Zwei Samenanlagen hängen vom oberen Ende jeder Fruchtknotenkammer herab. Der einfache Griffel endet in einer gestutzten bis kopfigen oder keulenförmigen Narbe.
Es werden mehrsamige, birnenförmig bis verkehrteiförmige-ellipsoide oder fast kugelige Pseudo-Kapselfrüchte gebildet, die oft mehr oder weniger tief gelappt sind mit meist drei bis sechs (zwei bis acht) Kanten, die manchmal mehr oder weniger geflügelt sind; ihre Außenwand bricht septizidal weg und es werden geschlossenbleibende bis sich öffnende, einsamige Steinfrüchte erkennbar; diese Steinfrüchte sind von einer fragilen Schicht umgeben, die manchmal einen mehr oder weniger haltbaren Flügel bildet, oft mit einem seitlichen und/oder basalen, horn- oder punktförmigen Anhängsel.

### Chromosomensätze und Hybride
Nur von wenigen Arten sind die Chromosomensätze untersucht, bei denen ist die Chromosomenzahl 2n = 22.
Gesichert ist nur eine Naturhybride bekannt. Es gibt mehrere in Kultur entstandene Hybride.

## Systematik, Verbreitung und Gefährdung

### Taxonomie und Etymologie
Die Gattung Boswellia wurde 1807 durch Henry Thomas Colebrooke in William Roxburgh: Asiatic Researches, Volume 9, Seite 379 aufgestellt. Typusart ist Boswellia serrata Roxb. Der Gattungsname Boswellia ehrt den schottischen Arzt und Botaniker John Boswell (1710–1780); Boswell war in Edinburgh ein bekannter Mediziner und der Großvater von Roxburghs dritter Ehefrau und Onkel von James Boswell, dem Biografen von Samuel Johnson. Colebrooke hat den Namen und die Beschreibung als erstes veröffentlicht, er nennt aber dort Roxburgh als den eigentlichen Verfasser.

### Äußere Systematik
Boswellia ist die Schwestergattung der asiatischen Gattung Garuga Roxb. in der Tribus Garugae Marchand innerhalb der Familie der Burseraceae.

### Botanische Geschichte
Als die Gattung Boswellia 1807 veröffentlicht wurde, war sie in keine Familie gestellt worden. Erst als die Familie Burseraceae durch Kunth 1824 aufgestellt wurde, war Boswellia eine  der ersten Gattungen. Dagegen stellte sie Colebrooke 1827 in eine Familie Terebinthaceae, die ein Synonym der Familie Anacardiaceae ist. In der Monographie der Gattung Boswellia durch Engler 1883 wurden sechs Arten gelistet. Engler stellte seine Kenntnisse zur Gattung Boswellia zusammen, die erst nach seinem Tode in der 2. Ausgabe von Die Natürlichen Pflanzenfamilien 1931 veröffentlicht wurden; dort waren 23 Arten gelistet, von denen nur noch sieben zur Gattung Boswellia gehören.
Die Systematik der Gattung Boswellia wurde lange Zeit kontrovers diskutiert. Der Umfang mancher Arten wurde von Autoren unterschiedlich bewertet. Bei Thulin et al. 2008 wurden die Ergebnisse von molekulargenetischen Daten veröffentlicht und damit eine Phylogenie der Familie Burseraceae dargestellt. Dabei wurde gezeigt, dass die Gattung Boswellia monophyletisch ist, wenn man Boswellia madagascariensis Capuron aus Madagaskar als Ambilobea madagascariensis (Capuron) Thulin, Beier & Razafim. in eine neue Gattung Ambilobea Thulin, Beier & Razafim. stellt; anders als bei Boswellia sind bei Ambilobea die Blüten eingeschlechtig.
Durch Thulin 2020 wurden Literatur und Herbarsammlungen gesichtet und neu bewertet, dies ergibt eine neue auf molekulargenetischen Daten basierende Systematik der Gattung Boswellia.

### Arten, ihre Verbreitung und Gefährdung
Die Arten der Gattung Boswellia wachsen in mehr oder weniger ariden Gebieten, also in Trockengebieten der Paläotropis. Viele der Arten kommen um das Horn von Afrika (Somalia, Äthiopien, Eritrea, Sudan), in Arabien (Dhofar im Süden Omans, Hadramaut im Jemen) und auf dem Indischen Subkontinent vor. Die größte Artenvielfalt mit elf Arten gibt es im Sokotra Archipel.
Die Gattung Boswellia enthält seit 2020 etwa 24 Arten:
- Boswellia ameero Balf. f.: Dieser Endemit kommt nur auf Sokotra vor.[1] Sie gedeiht im trockenen halbimmergrünen Waldland in Höhenlagen von meist 500 bis 750 (120 bis 1050) Metern. Sie gilt in der Roten Liste der gefährdeten Arten der IUCN als VU = „Vulnerable“ = „gefährdet“.[10]

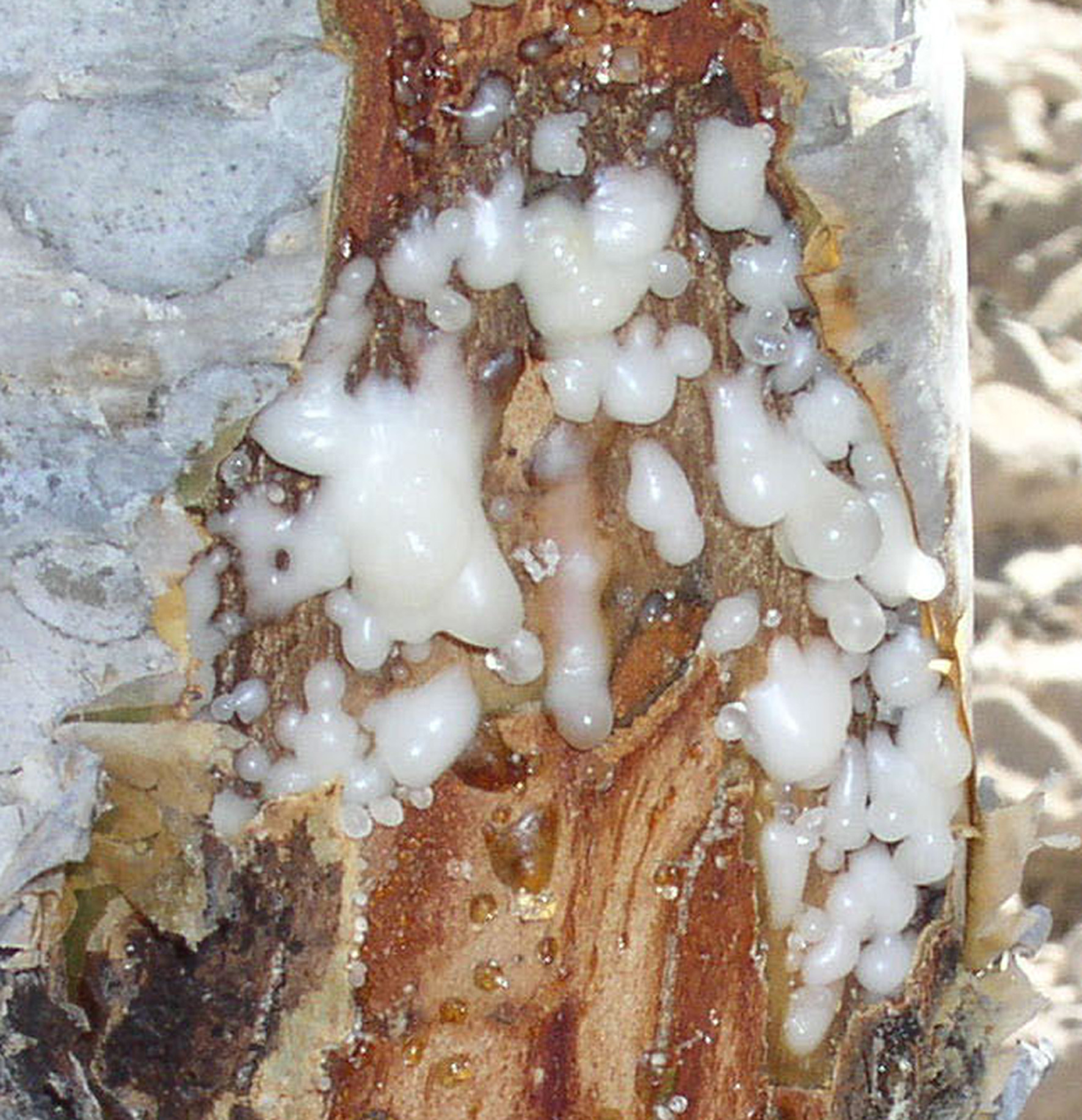
Borke und milchiges Exsudat des Arabischen Weihrauchs (Boswellia sacra)

- Boswellia aspleniifolia (Balf. f.) Thulin (Syn.: Boswellia socotrana subsp. asplenifolia (Balf. f.) Lvončık): Diese Neukombination erfolgte 2020. Sie kommt im nordwestlichen bis nördlichen Sokotra vor.[1]
- Boswellia bullata Thulin: Die Erstbeschreibung erfolgte 2001. Dieser Endemit kommt nur im nordwestlichen Sokotra vor.[1] Diese seltene Art ist nur von drei voneinander isolierten Fundorten bekannt. Sie gedeiht nur an Kalksteinwänden in trockenem halbimmergrünen Waldland in Höhenlagen von 100 bis 300 Metern. Sie gilt in der Roten Liste der gefährdeten Arten der IUCN als VU = „Vulnerable“ = „gefährdet“.[10]
- Dalziels Weihrauch (Boswellia dalzielii Hutch.): Er kommt im tropischen Westafrika bis zum südlichen Tschad vor.[1]
- Boswellia dioscoridis Thulin[1] Die Erstbeschreibung erfolgte 2001. Dieser Endemit kommt nur im südlichen und östlichen Teil der Insel Sokotra vor. Sie gedeiht nur an Kalksteinwänden im trockenen halbimmergrünen Waldland in Höhenlagen von 200 bis 750 Metern. An manchen Fundorten gedeihen viele Exemplare. Sie gilt in der Roten Liste der gefährdeten Arten der IUCN als VU = „Vulnerable“ = „gefährdet“.[10]
- Boswellia elongata Balf. f.[1] Dieser Endemit kommt nur auf der Insel Sokotra vor. Sie gedeiht meist in trockenem halbimmergrünen Waldland, seltener im Sukkulenten-Strauchland in Höhenlagen von 100 bis 650 Metern. Die Fundorte sind voneinander isoliert. Sie gilt in der Roten Liste der gefährdeten Arten der IUCN als VU = „Vulnerable“ = „gefährdet“.[10]
- Elemi-Weihrauch (Boswellia frereana Birdw.): Dieser Endemit kommt nur im nördlichen Somalia vor.[1]
- Boswellia globosa Thulin: Die Erstbeschreibung erfolgte 2006/7. Dieser Endemit kommt nur im nördlichen Sokotra vor.[1]
- Boswellia microphylla Chiov.: Sie kommt in Ostafrika vom östlichen bis südlichen Äthiopien, in Somalia sowie im nordöstlichen Kenia vor.[1]
- Boswellia nana Hepper: Dieser Endemit ist nur von zwei Fundorten im nordöstlichen Sokotra bekannt.[1] Sie gedeiht auf Kalkstein in einer Höhenlage von 300 bis 550 Metern. Sie gilt in der Roten Liste der gefährdeten Arten der IUCN als VU = „Vulnerable“ = „gefährdet“.[10]
- Boswellia neglecta S.Moore: Sie kommt in Ostafrika vom südlichen Äthiopien über Somalia bis nordöstlichen Uganda, nordöstlichen Tansania sowie in Kenia vor.[1]
- Boswellia occulta Thulin, DeCarlo & S.P.Johnson: Die Erstbeschreibung erfolgte 2019.[11] Dieser Endemit kommt nur im nördlichen Sokotra vor.[1]
- Boswellia ogadensis Vollesen[1] Sie wurde 1985 erstbeschrieben und ist nur vom Typusfundort in einer Höhenlage von 300 bis 400 Metern am Webi Schebele River in Kelafo in Äthiopien bekannt. Sie gilt in der Roten Liste der gefährdeten Arten der IUCN seit 2018 als CR = „Critically Endangered“ = „vom Aussterben bedroht“.[10]
- Boswellia ovalifoliolata N.P.Balakr. & A.N.Henry[1]: Sie kommt nur im indischen Bundesstaat Andhra Pradesh vor. Ihre Bestände werden zur Harzgewinnung verwendet, dadurch werden die Exemplare beschädigt. Das Areal ist fragmentiert und Bestände gehen fortlaufend zurück. Sie gilt in der Roten Liste der gefährdeten Arten der IUCN als VU = „Vulnerable“ = „gefährdet“.[10]
- Äthiopischer Weihrauch (Boswellia papyrifera (Delile ex Caill.) Hochst., Syn.: Amyris papyrifera Caill. ex Delile): Er kommt von Benin bis Eritrea und im nordöstlichen Uganda vor.[1]
- Boswellia pirottae Chiov.: Sie kommt nur vom nordwestlichen bis westlich-zentralen Äthiopien vor.[1] Sie gilt in der Roten Liste der gefährdeten Arten der IUCN als VU = „Vulnerable“ = „gefährdet“.[10]
- Boswellia popoviana Hepper Dieser Endemit kommt nur in Sokotra vor.[1] Sie gilt in der Roten Liste der gefährdeten Arten der IUCN als VU = „Vulnerable“ = „gefährdet“.[10]
- Boswellia rivae Engl.: Sie kommt in Ostafrika vom östlichen bis südlichen Äthiopien über Somalia bis ins nordöstliche Kenia vor.[1][10]
- Arabischer Weihrauch, auch Somalischer Weihrauch (Boswellia sacra Flück., Syn.: Boswellia bhaw-dajiana Birdw.): Er kommt an der Küste des Roten Meeres, in Südarabien (Hadramaut), Somaliland sowie Eritrea vor. Er gilt in der Roten Liste der gefährdeten Arten der IUCN als NT = „Near Threatened“ = „potenziell gefährdet“.[10]
- Boswellia samhaensis Thulin & Scholte: Sie wurde 2020 erstbeschrieben. Dieser Endemit kommt nur auf der Insel Samha vor.[1]
- Boswellia scopulorum Thulin: Sie wurde 2020 erstbeschrieben. Dieser Endemit kommt nur in Sokotra vor.[1]
- Indischer Weihrauch, Salaibaum, Salphalbaum (Boswellia serrata Roxb. ex Colebr., Syn.: Boswellia glabra Roxb., Boswellia hirsuta Sm., Boswellia serrata var. bivalvis Kuntze, Boswellia serrata var. glabra (Roxb.) A.W.Benn., Boswellia thurifera Roxb.): Er kommt auf dem Indischen Subkontinent von Indien bis Kaschmir vor; in Sri Lanka ist er ausgestorben.[1]
- Boswellia socotrana Balf. f.: Dieser Endemit kommt nur im nördlichen bis nordöstlichen Sokotra vor.[1] Sie gilt in der Roten Liste der gefährdeten Arten der IUCN als VU = „Vulnerable“ = „gefährdet“.[10]

## Nutzung

### Nutzung verschiedener Boswellia-Arten
Das Harz ist seit Jahrtausenden in Gebrauch. Es erfolgte schon früh ein Anbau. Das Harz vieler Arten wird geerntet. Das Harz wird nicht nur wegen der Düfte, sondern auch in der Volksmedizin eingesetzt. Die Wirkstoffe und Wirkungen wurden untersucht. Siehe Hauptartikel Weihrauch.

### Nutzung des Indischen Weihrauch
Aus dem milchigen Gummiharz wird durch Lufttrocknung das Weihrauchharz („Olibanum“) gewonnen.
Zwischen Ende März und Anfang April beginnt die Gewinnung des Weihrauchharzes, die mehrere Monate lang andauert. Dabei werden den Baumexemplaren Schnitte an Stamm und Ästen zugefügt. Der erste Erntevorgang ergibt nur ein sehr minderwertiges Harz, welches früher weggeworfen wurde, heute allerdings vermarktet wird. Drei Wochen später wird eine annehmbare Qualität geerntet, die mit den weiteren Wochen immer besser und reiner wird. Die Harzausbeute pro Baum hängt von Alter, Größe und Zustand des Baumes ab und liegt zwischen 3 kg und 10 kg. Nach mehreren jährlichen Ernten erfolgt für das Baumexemplar eine mehrjährige Ruhepause.